# Estación de Pina de Ebro
Pina de Ebro, o simplemente Pina (apd), es un apeadero ferroviario situado en el municipio español homónimo, en la provincia de Zaragoza, Aragón. En la actualidad las instalaciones carecen de servicios de pasajeros.

## Situación ferroviaria
La estación se encuentra en el punto kilométrico 375,6 de la línea férrea de ancho ibérico que une Miraflores con Tarragona, entre las estaciones de Fuentes de Ebro y de Quinto, a 159 metros de altitud.  El tramo es de vía única y está electrificado.

## Historia
La estación fue inaugurada el 12 de febrero de 1877 con la apertura del tramo Fuentes de Ebro  - Pina de Ebro de la línea férrea que unía Zaragoza con Val de Zafán por parte de una pequeña compañía fundada en 1869 que respondía al nombre de Ferrocarril de Zaragoza a Escatrón y Val de Zafan a las Minas de la cuenca minera de Gargallo-Utrillas. En 1881 la línea, que también era conocida como el Ferrocarril del Mediterráneo, fue adquirida por la compañía de los Directos de Barcelona a Zaragoza, la cual fue absorbida por MZA en 1894 con el propósito de conectar en Zaragoza su línea desde Barcelona por Tarragona con la que venía de Madrid.
En 1903 se pudo acondicionar un camino de acceso a la estación.
Por su proximidad a la línea de frente en la Guerra Civil, la estación fue objeto de ataques y combates. El más importante fue el que tuvo lugar el día 25 de agosto de 1937, cuando tropas republicanas cercaron en la estación a una unidad sublevada de 150 hombres, en el marco de la llamada ofensiva de Zaragoza.
En 1941, la nacionalización del ferrocarril en España supuso la integración de MZA en la recién creada RENFE, que pasó a gestionar la estación.
En 1954 se realizó un proyecto para unir la estación al municipio mediante un puente que cruzase el Río Ebro, pero la estación no pudo estar conectada a la localidad hasta el 23 de agosto de 1976, tras casi un siglo de aislamiento.
Desde el 31 de diciembre de 2004 Renfe Operadora explota la línea mientras que Adif es la titular de las instalaciones ferroviarias.
Desde mediados del 2013 carece de servicios ferroviarios para viajeros.

## La Estación
Se halla en la margen izquierda del Río Ebro, a 2,6 km del casco urbano y se accede a ella por medio de un desvío sin señalizar de la carretera A-1107, tras cruzar el río. El antiguo edificio de viajeros fue demolido y sustituido por un refugio de hormigón, retirándose la vía de apartado y dejando la vía principal al lado del andén central, dejando el andén lateral sin uso. 
Son aún visibles restos de otras construcciones, entre el refugio y la subestación eléctrica.